# TRAIL-R3
TRAIL-R3 (DcR1/ Decoy Receptor 1/ TRID/ TNFSF10C) est une protéine membranaire et l'un des récepteurs de la protéine TRAIL. 
Comme son homologue TRAIL-R4, TRAIL-R3 est un récepteur dit leurre (de l'anglais Decoy) ou antagoniste car inhibe le signal des récepteurs agonistes TRAIL-R1 et TRAIL-R2 protégeant ainsi les cellules de l'apoptose induite par TRAIL.

## Structure
TRAIL-R3 est une protéine de 259 acides aminés pour un poids théorique de 27,4 kDa. Cette protéine est constituée en N-ter de deux domaines riches en cystéines (CRD) impliqués dans sa liaison à TRAIL, liés à la membrane par un glycosylphosphatidylinositol (ancre GPI). TRAIL-R3 peut être modifié, il possède 5 sites de glycosylation.

## Fonction
TRAIL-R3 ne peut transduire[Quoi ?] de signal apoptotique car il ne pas possède de domaine de mort. Sa fonction est de titrer le ligand TRAIL et de le séquestrer dans les radeaux lipidiques. Il empêche ainsi la liaison de TRAIL sur les récepteurs TRAIL-R1 et TRAIL-R2, inhibe l'activation des caspases[Quoi ?] et protège les cellules de l'apoptose.
TRAIL-R3 est une protéine rarement exprimée. De nombreuses publications ont montré une expression de TRAIL-R3 dans différents types cellulaires par des marquages immunohistochimiques mais ces marquages sont principalement dus à la non-spécificité des anticorps utilisés à cette époque.

## Liens
- TRAIL
- TRAIL-R1
- TRAIL-R2
- TRAIL-4
- Apoptose